# Bende Bendsen
Bende Bendsen (10. december 1787 i Risum – 18. december 1875 i Ærøskøbing) var en nordfrisisk lærer, forfatter og lingvist, der i 1824 udarbejdede en grammatik over det nordfrisiske sprog i Bøkingherred. Grammatikken blev blev dog først trykt i 1860. Han skrev derudover en række digte og ballader i nordfrisisk sprog. Hans kendteste digte er Di wunter (på dansk Vinteren) og Üüs driimerai (på dansk Vores drømmeri). På samme tid eksperimenterede han med magnetismen, som han mente kunne helbrede bestemte sygdomme.
I hans hjemby Risum-Lindholm er en gade opkaldt efter ham (Bende-Bendsen-Wäi).